# Canale di Kii
Il canale di Kii (紀伊水道?, Kii-suidō), detto anche stretto di Kii, è il canale naturale che separa l'isola di Shikoku ad ovest dalla penisola di Kii (dell'isola di Honshū) ad est, in Giappone. Si divide nel canale di Kii interno, verso nord, e nel più ampio canale di Kii esterno, verso sud, oltre il quale si trova l'Oceano Pacifico. Prende il nome dall'antica provincia di Kii, che si trovava nella penisola di Kii.

## Canale di Kii interno
A nord del canale interno si trovano verso ovest il mare interno di Seto e verso est la baia di Osaka, separate dall'isola Awaji; il canale è collegato al mare interno dallo stretto di Naruto e alla baia di Osaka dallo stretto di Kitan. A sud termina nella linea ideale che congiunge il capo Hinomisaki, situato nella penisola di Kii, e il capo Gamouda nel territorio di Anan, nell'isola di Shikoku.

## Canale di Kii esterno
Il canale di Kii esterno si trova a sud del canale di Kii interno e termina a sud nella linea che congiunge a est il capo Shionomisaki di Kushimoto, nella penisola di Kii, e a ovest il capo Muroto, nel territorio comunale di Muroto, in Shikoku. A sud di tale linea si estende l'Oceano Pacifico.